# Stanislascollege
Het Stanislascollege is een conglomeraat van scholen voor voortgezet onderwijs in de Nederlandse plaatsen Delft, Pijnacker en Rijswijk. De organisatie is genoemd naar de Poolse jezuïet Stanislaus Kostka. De school werd in Delft opgericht in 1948 en telde anno 2020 5100 leerlingen. Het is de grootste scholengemeenschap van Delft, vóór het Christelijk Lyceum Delft en het Grotius College. De scholen in Delft zijn katholiek. Die in Rijswijk en Pijnacker zijn interconfessioneel.

## Vestigingen
De organisatie heeft zeven vestigingen:
- Westplantsoen: de hoofdlocatie. Er wordt onderwijs gegeven op havo- en vwo-niveau. Ook heeft het Westplantsoen een extra niveau, vwo-plus. Deze excellente school (accreditatie Min OCW 2018) telt ca. 1800 leerlingen. Naast het schoolgebouw ligt de kapel, die bij de school hoort. Daar worden vieringen gehouden. Onder auspiciën van deze school is de International School Delft Secondary opgericht, opleidend voor het International Baccalaureate diploma.
- Dalton Delft: hier wordt onderwijs gegeven op mavo- en havo-niveau. Deze locatie telt ca. 750 leerlingen en is sinds 2021 Dalton gecertificeerd.
- Krakeelpolderweg: op de locatie Krakeelpolderweg wordt onderwijs op vmbo- en lwoo-niveau gegeven. Deze locatie telt ca. 400 leerlingen.
- Pijnacker: hier wordt onderwijs op mavo, havo- en vwo-niveau gegeven. Deze school telt ca. 1300 leerlingen.
- Beweeg vmbo/mavo: hier worden alle niveaus van het vmbo aangeboden, ook met lwoo-niveau. De school werkt met een speciaal onderwijsconcept waarin veel sport en bewegen zit.
- Praktijkonderwijs: op deze locatie wordt lesgegeven op praktijk-niveau.
- International School Delft Secondary: deze school verzorgt het Middle Years Programme en vanaf ± 2023 het Diploma Programme van het International Baccalaureate. De school hanteert een eigen missie en visie die op het internationaal onderwijs zijn gebaseerd, en maakt geen deel uit van de identiteit van het Stanislascollege.

## Ontstaan
Het Stanislas (Westplantsoen) is in 1948 door Jezuïten in Delft opgericht. Lange tijd was de huidige locatie Westplantsoen de enige locatie van het Stanislascollege, wel waren er andere katholieke middelbare scholen in Delft. In de jaren 70 begonnen de eerste gesprekken met deze andere katholieke middelbare scholen om tot een fusie te komen, wat de overheid vooral vanaf de 90-er jaren stimuleerde. Er was al vanaf ongeveer 1981 gesproken over een fusie met de Paulus-mavo, maar deze gesprekken verliepen moeizaam. De fusie met de Fatima-mavo in Pijnacker ging voorspoediger: die werd in 1990 gerealiseerd. In 1994 fuseerde het Stanislas uiteindelijk met de Paulus-mavo. Aan deze fusie deden ook twee andere katholieke Delftse middelbare scholen mee, dit waren de Technische school Sasbout Vosmeer en het al eerder gefuseerde Oscar Romero College. Hierdoor bestond het Stanislascollege uit vier locaties: het hoofdgebouw aan het Westplantsoen; de Stanislas mavo in Pijnacker; de mavo&onderbouw havo locatie aan het Reinier de Graafpad (voortgekomen uit de Paulus-mavo en het Oscar Romero College) en de vmbo-school aan de Krakeelpolderweg. Op basis van overleg met de andere schoolbesturen in Delft en goedkeuring door het Ministerie van OCW, kon aan het Reinier de Graafpad een havo-bovenbouw worden toegevoegd. Via dezelfde weg werd de school in Pijnacker uitgebreid met afsluitend havo-onderwijs en afsluitend vwo-onderwijs waardoor ook in Pijnacker een compleet college ontstond dat in 2008 nieuwbouw kreeg aan de Sportlaan. De Delftse vestiging aan het Reinier de Graafpad werd in 2021 formeel een Dalton-school binnen het Stanislascollege. In de jaren 10 van de 21e eeuw werden de Rijswijkse scholen van het Interconfessioneel Makeblijde College aan de organisatie van het Stanislascollege toegevoegd.  Deze locaties kwamen weer voort uit het Lodewijk Makeblijde College.
De scholen van het Stanislascollege zijn op basis van een overeenkomst van samenwerking met de Orde der Jezuïeten, lid van de internationale organisatie van Jezuïetencolleges. Ze vormen daarmee het enige nog bestaande Jezuïetencollege in Nederland. Dit komt onder meer naar voren in de Ignatiaanse Pedagogiek. In 2019 werd onder auspiciën van het Westplantsoen de International School Delft Secondary opgericht. Deze school is in de opbouwfase gehuisvest in het schoolgebouw aan de Colijnlaan. Er wordt nieuwbouw voorbereid op de campus van de TU-Delft.

## Bekende oud-leerlingen van het Stanislascollege

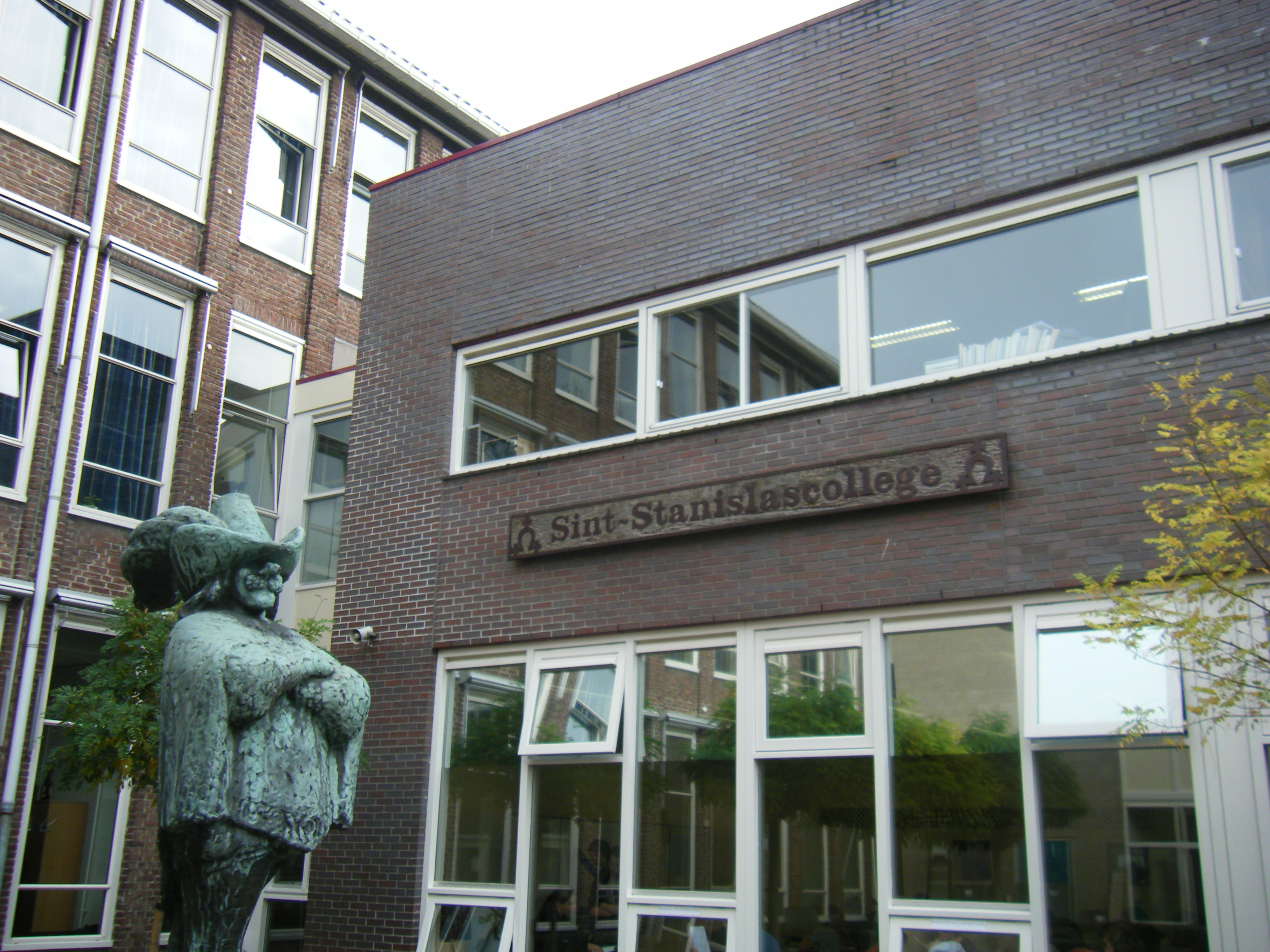
Cyrano de Bergerac (Westplantsoen). Beeld van Arie Teeuwisse.

- Gregor Bak (eindexamen 1979), televisiepresentator, pianist, koordirigent en muziekwetenschapper
- Stan Bentvelsen (eindexamen 1983), natuurkundige
- Bert van den Braak (eindexamen 1979), parlementair historicus en hoogleraar
- Maarten Camps (eindexamen 1982), voorz. Raad van Bestuur UWV
- Samuel Chapple (eindexamen 2017), middellangeafstandsloper
- Mick Eekhout (eindexamen 1968), architect en hoogleraar bouwkunde
- Hans Galjé (eindexamen 1975), profvoetballer en -trainer
- Paul van Geest (eindexamen 1982), hoogleraar Augustijnse studies
- Roel de Graaff (eindexamen 2001), prof-voetballer
- Hans van Heijningen, (eindexamen 1972) SP-politicus
- Kees Holierhoek, (eindexamen 1960), schrijver en bestuurder
- Nico Kluiters, (eindexamen ong. 1958), priester en missionaris
- Manita Koop (eindexamen 1975), CDA-politica
- Roland Kortenhorst (eindexamen 1976), Tweede Kamerlid CDA (2002-2008)
- Roos van der Meijden (eindexamen 1997), kunstenaar
- Victoria Pelova (eindexamen 2017), profvoetbalster Arsenal F.C.
- Peter Tetteroo (eindexamen 1981), journalist
- Patti Valkenburg (eindexamen 1976), hoogleraar media, jeugd en samenleving
- Theo Verbey (eindexamen 1977), componist
- Martine C. de Vries (eindexamen 1992), Nederlandse kinderarts, hoogleraar en academisch docent
- Jeroen Windmeijer (eindexamen 1987), auteur
- Jessie Jazz Vuijk (eindexamen 2011), Miss Nederland 2015

## Bekende oud-docenten van het Stanislascollege
- Tim Abbenhuis, korfballer;

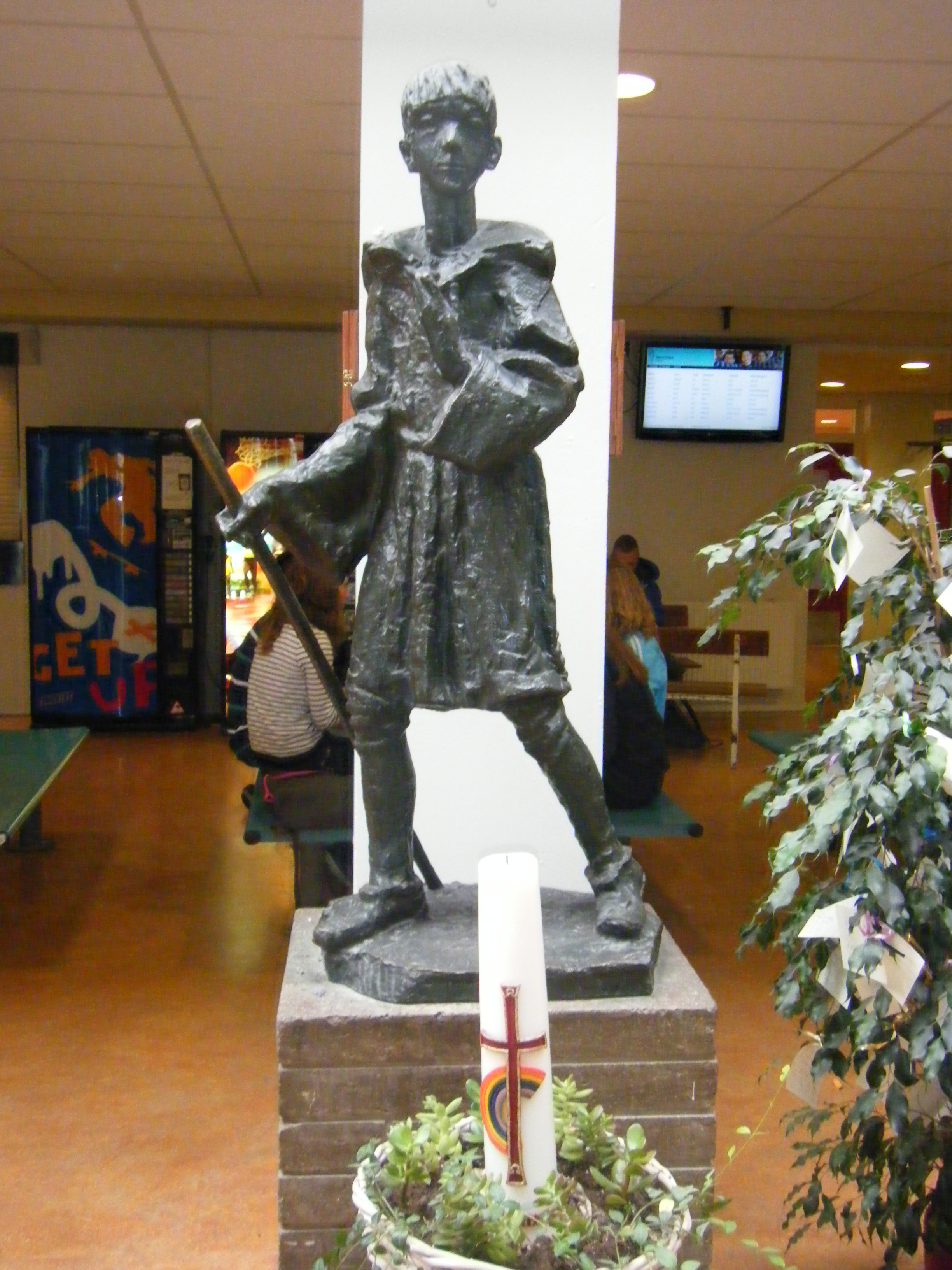
Beeld van Stanislas door Albert Termote

- Dries van den Akker SJ, godsdienstdocent 1985;
- Peter Eijkenboom SJ; leraar klassieke talen 1956-, rector 1963-1983;
- Ed Krekelberg SJ; wiskundeleraar 1963-1971;
- Bram Panman, keeper bij Feijenoord 1956-1959;
- Peter Pex, politicus, econoom.

## Termote & Van der Laan
- Het beeld van Stanislas in het schoolgebouw aan het Westplantsoen in Delft is ontworpen door Albert Termote.
- De Sint Stanislaskapel is rond 1955 ontworpen door de architect Jan van der Laan, broer van de beroemde architect Dom van der Laan.

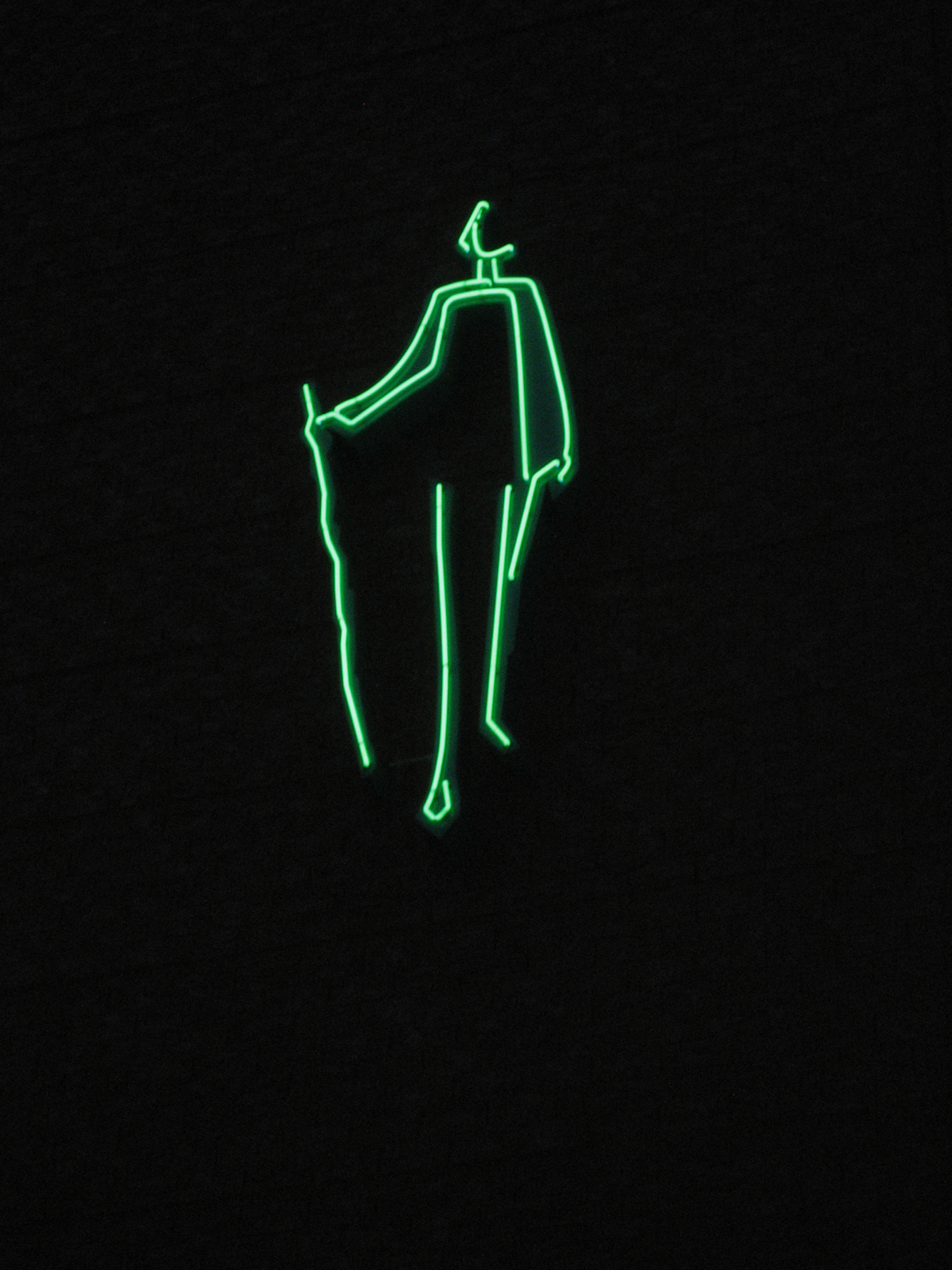
Stanislas in neon op een schoolmuur
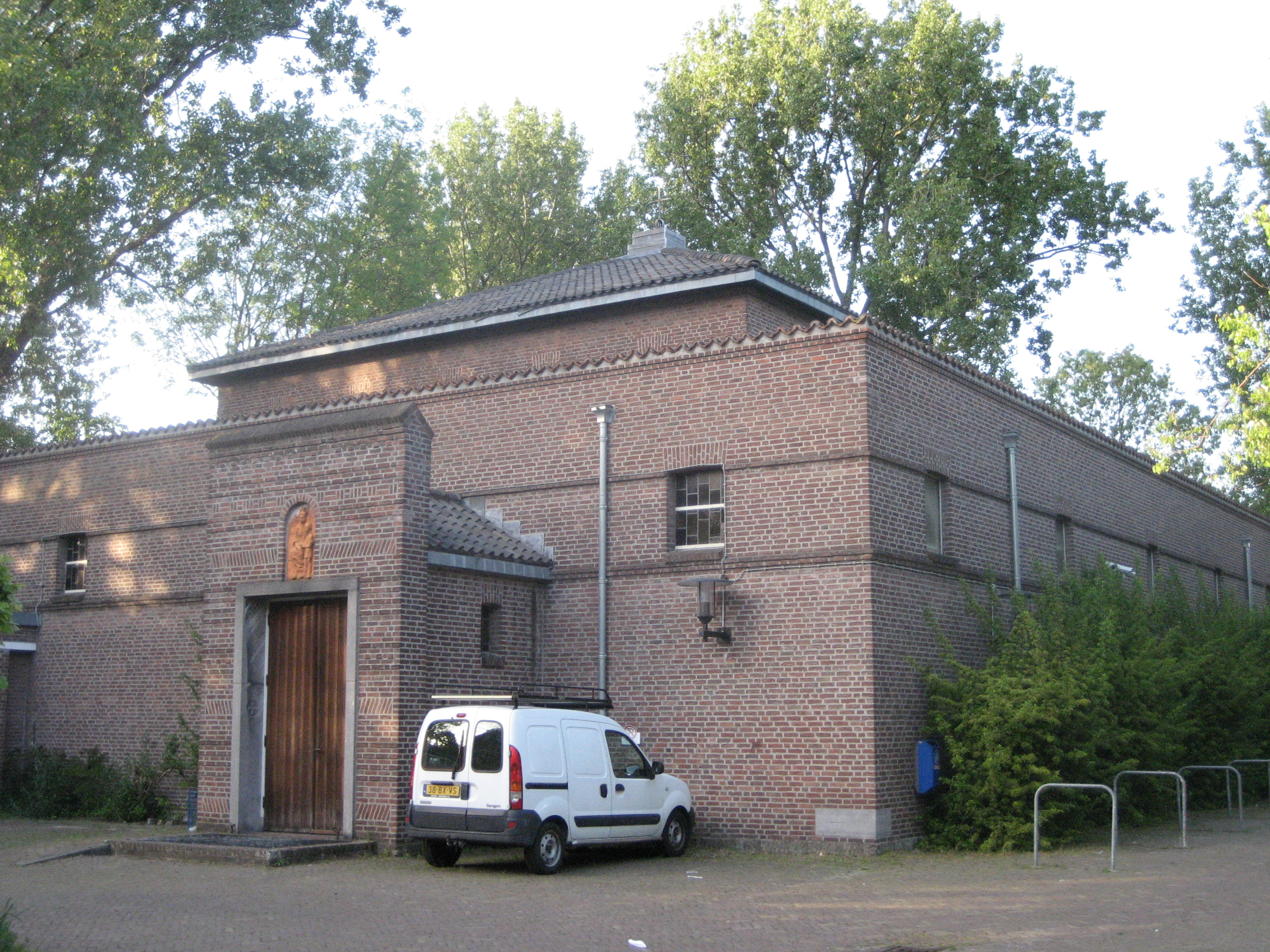
Kapel bij het Stanislascollege
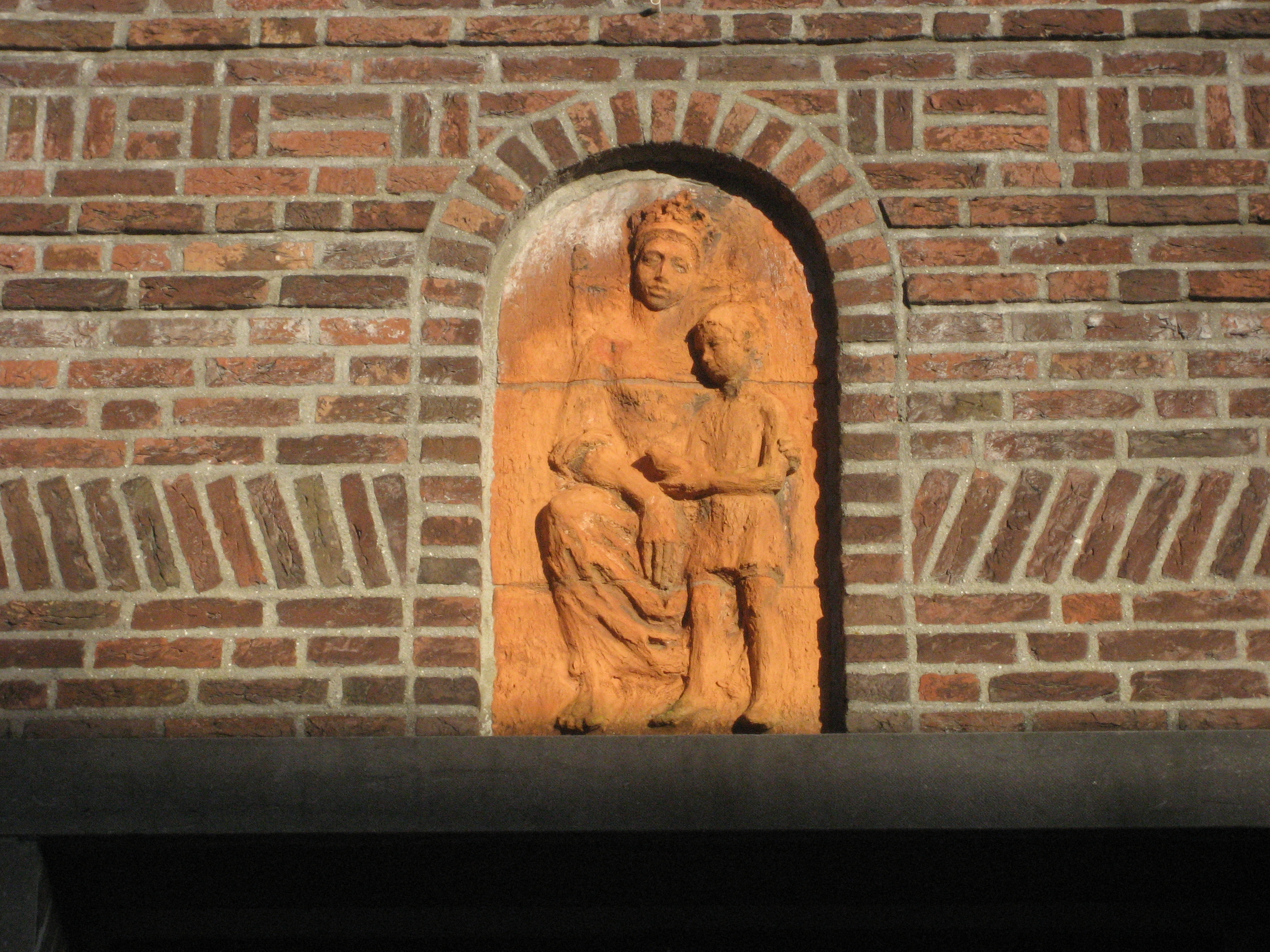
Plaquette boven de ingang
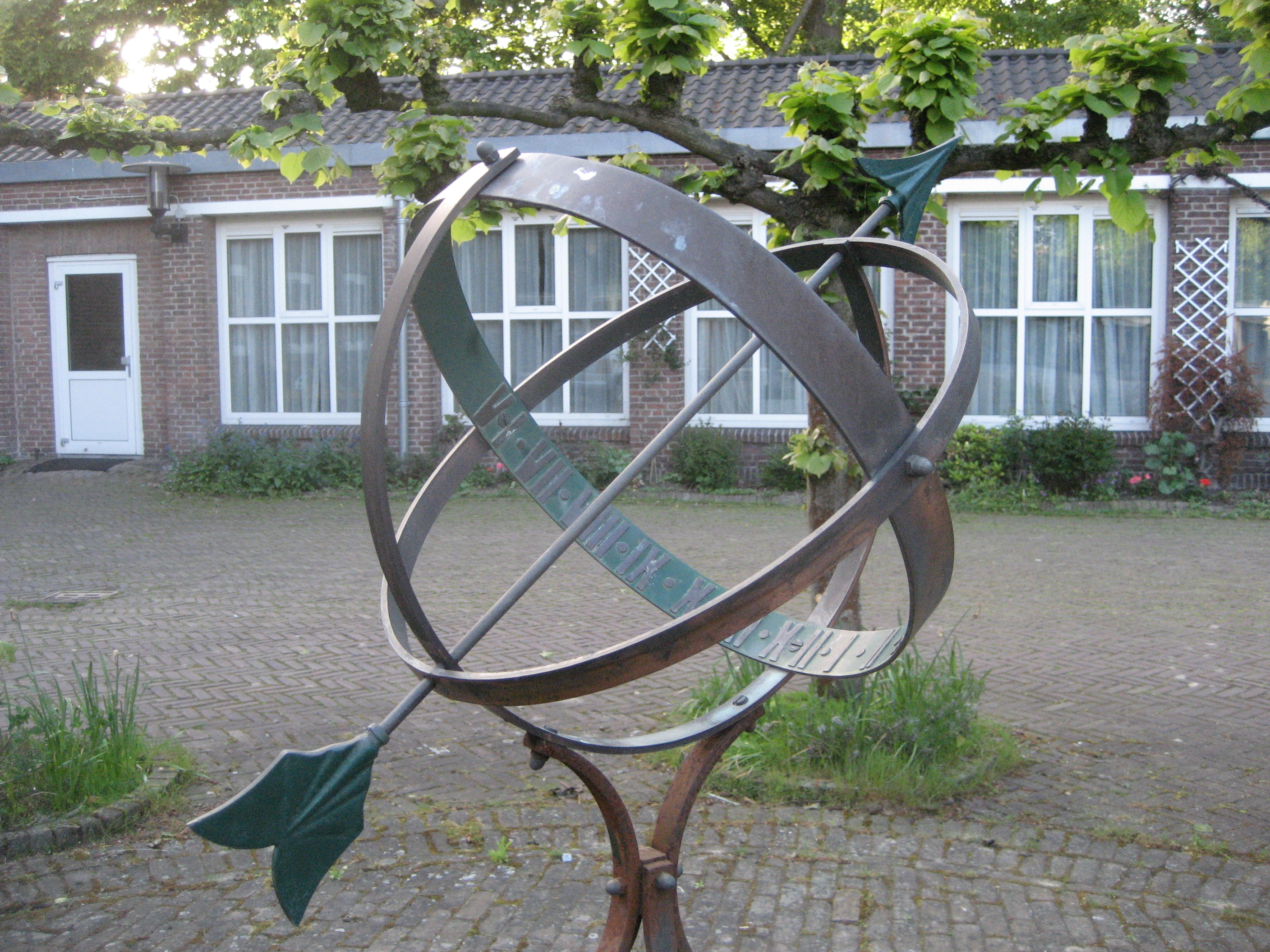
Zonnewijzer